# Гренар, Фернан
Фернан Гренар (фр. Joseph-Fernand Grenard, 4 июля 1866, Париж — 1942) — французский путешественник, дипломат, писатель.

## Биография
Выпускник Школы политических наук и Школы восточных языков. В 1891 году он принял участие в экспедиции Жюля Дютрёй де Рена в Восточном Туркестане и Тибете. Цель экспедиции была достичь Лхасы, тогда закрытой для иностранцев. Это, в свою очередь, отвечало требованиям истории, лингвистики и этнографии. Дютрёй де Рен и Гренар добрались до Тибета через Россию и русский Туркестан (февраль — май 1891), причём пользовались содействием русских военных властей (удостоверение им выдал начальник Главного штаба Н. Н. Обручев).
Летом 1892 года они достигли Хотана в китайском Туркестане, где организовали свой базовый лагерь. С октября по декабрь 1892 года они пересекли Западный Тибет, через Керию и Полур, прибыли в Лех, столицу Ладакха, после чего вернулись в Хотан через Каракорумский перевал (5600 м).
В мае 1893 они пересекли Алтынтаг и Аркатаг и достигли высокогорного плато Восточного Тибета. Они прошли через перевал Танг-Ла (5100 м), и к 2 декабря 1893 года вышли к озеру Тенгри-нор. Однако после запрета тибетскими властями им въезда в Лхасу были вынуждены повернуть назад.
5 июня 1894 Жюль Дютрёй де Рен был убит группой нголоков в Tom-Boumdo (ныне провинция Цинхай, КНР). Гренар сумел бежать. Все документы экспедиции были украдены. Гренару удалось достичь Синина (15 июля 1894) и Пекина (16 декабря 1894), где он смог убедить китайские власти принять меры против преступников, чтобы вернуть документы.

### Последующая карьера дипломата
По возвращении во Францию он поступил на работу в Министерство иностранных дел и стал дипломатом. Вице-консул Османской империи (Сивас, Эрзерум, Босна-сарай) (1905), а затем консул в Риге, Одессе и Ливерпуле, торговый атташе в Леванте (1916) и генеральный консул в Москве (1917).
Был обвинён в причастности к так называемому «делу Локкарта» 3 сентября 1918 года Известия ВЦИК опубликовали официальное сообщение о заговоре: «ликвидирован заговор, руководимый англофранцузскими дипломатами, во главе с начальником британской миссии Локкартом, французским генеральным консулом Гренаром, французским генералом Лавернем и др., направленный на организацию захвата, при помощи подкупа частей советских войск, Совета народных комиссаров и провозглашения военной диктатуры в Москве».
Руководитель миссии в Польше (1919). Был главой французской дипломатической миссии в Белграде, стал послом Франции в Югославии (1927).
Позднее посвятил себя написанию книг по Центральной Азии.

## Труды
- Mission scientifique dans la Haute-Asie, 1890—1895, 3 vol., 1897—1898
- La Légende de Satok Boghra Khân et l’histoire, 1900
- Le Tibet : le pays et les habitants, Hachette, 1904
- Une secte religieuse d’Asie Mineure : les Kyzyl-Bâchs, 1904
- Baber, fondateur de l’Empire des Indes, 1783—1530, Firmin-Didot, 1930
- Gengis-Khan, 1935
- Grandeur et décadence de l’Asie, 1939
- La Révolution Russe, Armand Colin, 1933

Он также писал о Высокогорной Азии во Всеобщей географии Поля Видаль де ла Блаша (1929).